# Théodore Gudin
Pour les articles homonymes, voir Gudin.
Jean Antoine Théodore Gudin, né le 15 août 1802 à Paris et mort le 11 avril 1880 à Boulogne-Billancourt, est un peintre français.
Avec Louis-Philippe Crépin, il est l'un des deux premiers peintres de la Marine. Ses premières toiles, influencées par l'esprit romantique et l'école anglaise de peinture, sont remarquées. Devenu un peintre proche du pouvoir, il a été placé au même niveau que Vernet, avant de sombrer dans l'oubli avant d'être redécouvert par l'historiographie maritime.

## Biographie

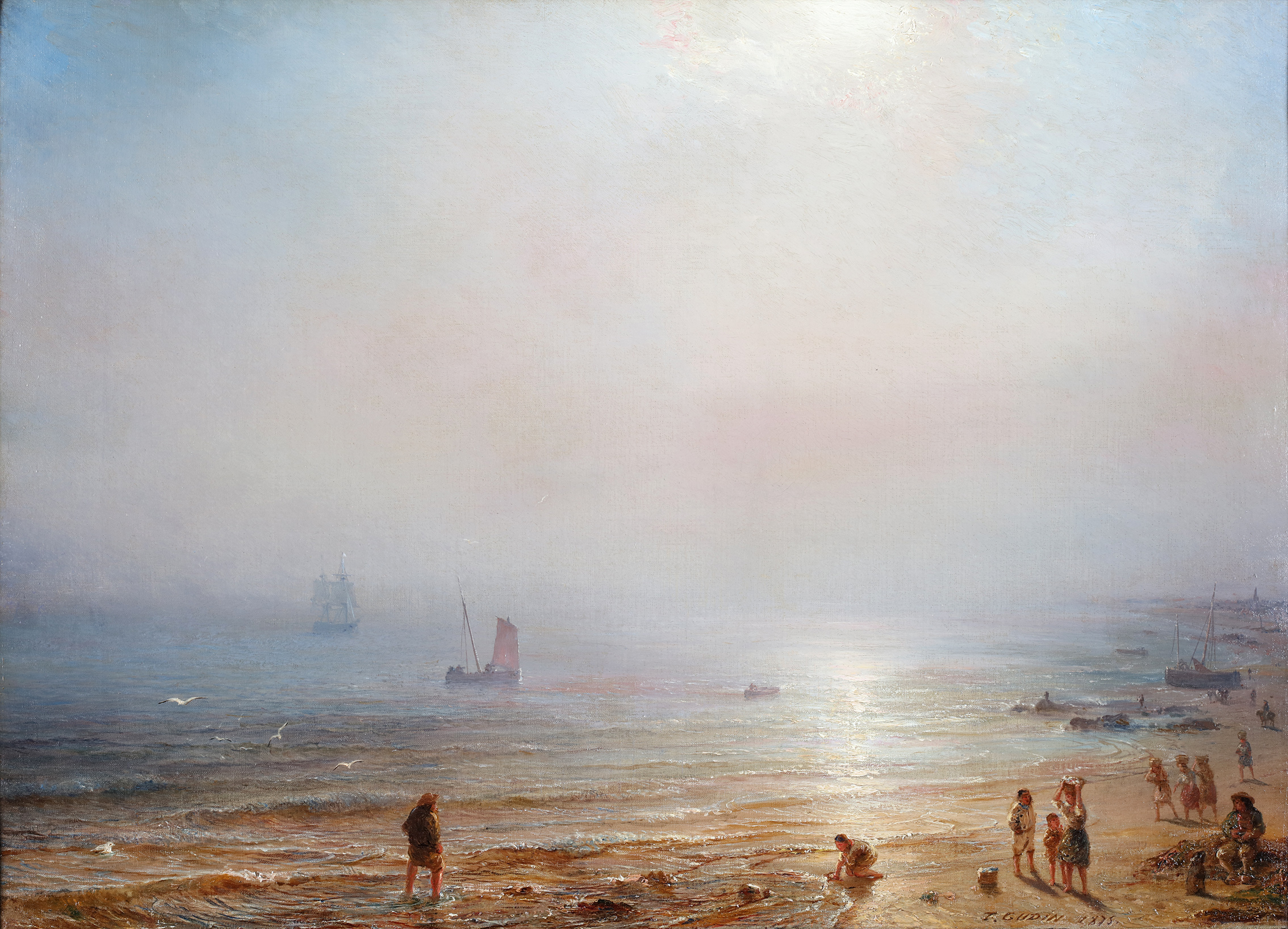
Pêcheurs sur la plage, 1875

Dans ses souvenirs, Gudin n'évoque pas son père, laissant entendre que sa mère était veuve, chargée de son éducation et de celle de son frère aîné Jean-Louis Gudin (1799-1823) dit Louis. Entré à l'École navale, Théodore Gudin abandonne ses études et part pour New York où il retrouve des bonapartistes en exil. Il s'engage dans la marine américaine. Il embarque sur le Manchester-Packet, un brick de 250 tonneaux, le 15 septembre 1819.
Au printemps 1822, il revient à Paris et veut devenir peintre, comme son frère aîné Louis qui avait été élève d'Horace Vernet, en rejoignant l'atelier d'Anne-Louis Girodet. Il est ami avec Eugène Sue à qui il apprend le dessin, Sue lui apprenant l'équitation. Il fait ses débuts au Salon de Paris de 1822 avec cinq toiles, dont Brick en détresse et une Vue de l'embouchure de la Seine. La mort de son frère le 4 mars 1823 lors d'un naufrage sur la Seine, duquel Théodore réchappe sous les yeux d'Eugène Sue, l'affecte profondément.
En 1824, il expose un Sauvetage et une Vue du fort Chaput près de l'île d'Oléron. Il est à cette époque déjà un protégé du duc d'Orléans, futur roi. Il avait exécuté un tableau représentant la Visite par un corsaire de l'America, navire sur lequel le duc avait embarqué pour les États-Unis en 1796. Ce tableau est présenté au Salon de 1827 avec le Bateau à vapeur débarquant ses passagers à Douvres. Charles X lui commande La Mort de l'enseigne de vaisseau Bisson en 1828. Gudin est ami de Dupetit-Thouars et prend part à l'expédition d'Alger, où il dessine de nombreux croquis. Il est nommé peintre de la Marine royale en 1830, à la cour de Louis-Philippe Ier, puis de Napoléon III.
Il fait le tour de l’Italie et de la Suisse en 1832, prenant de nombreuses esquisses dans ses carnets : le 3 septembre 1832, il est à la frontière entre le Piémont et la Suisse ; le 12 septembre 1832, il se trouve à Sion où il croque les collines de Valère et Tourbillon. Le 24 mai de l'année suivante, il réside à Moudon, et le 26 mai à Thoune, deux villes où il fait des croquis des sites historiques. Le 31 mai, il dessine la chapelle de Tell au bord du lac des Quatre-Cantons. Il voyage ensuite en Russie où il réalise des  croquis de manœuvres navales russes. Il retourne en France sur La Danaé.
Sous Louis-Philippe, Théodore Gudin est nommé baron. Le roi lui commande 90 tableaux destinés au musée de Versailles et devant commémorer le souvenir des épisodes de l'histoire navale française.
Il est promu officier de la Légion d'honneur en 1841 et, exposant à Berlin en 1845, il reçoit la croix Pour le Mérite.
En 1844, il épouse en secondes noces Louise Margaret Gordon-Hay (1820-1890), fille d'un général anglais, filleule de Louis-Philippe ; le couple a trois enfants. Son anglophilie va de pair avec ses nombreux voyages à Londres ; il y séjourne dès 1821 aux côtés d'Eugène Isabey, les deux hommes y exposent jusque dans les années 1830, prenant connaissance du travail de Turner.
Quand la Révolution de 1848 éclate, il partage sa vie entre la France et l'Angleterre et garde de bonnes relations avec tous les pouvoirs politiques. Cependant, lors du coup d'état de 1851, Gudin se range du côté des républicains.
Quelques années plus tard, revenu dans les faveurs des Bonaparte, Gudin accompagne l'empereur Napoléon III en Algérie, et retourne à Tanger sur La reine Hortense. Il est promu commandeur de la Légion d'honneur en 1857,.
Il est vice-président de la jeune Société centrale de sauvetage des naufragés à la création de laquelle il a œuvré en 1864, hanté par le souvenir de la noyade de son frère Louis.
Fin 1870, Gudin part en exil en Angleterre, après la chute de l'Empire.
Théodore Gudin est propriétaire des marais de Kermor (300 hectares), entre Sainte-Marine et l'Île-Tudy, qui ont été transformés en polder en 1853. Gudin confie en 1871 à Eugène de Toulgoët, un armateur de Loctudy, la direction de la Société des pêcheries de Kermor qui se lance dans la pisciculture (élevage de turbots, bars et autres poissons de luxe) dans des bassins créés en arrière de la digue. Mais l'expérience tourne court.

## Réception critique
Balzac le mentionne pour illustrer le raffinement du corsaire qui a enlevé la fille du marquis d'Aiglemont dans La Femme de trente ans :  « […] On voyait çà et là des tableaux de petite dimension, mais dus aux meilleurs peintres : un coucher de soleil par Gudin se trouvait près d'un Terburg […] »
Dans son Salon de 1846, Charles Baudelaire écrit : « Gudin compromet de plus en plus sa réputation car [il] rentre pour moi dans la classe des gens qui bouchent leurs plaies avec une chair artificielle, des mauvais chanteurs dont on dit qu'ils sont de grands acteurs, et des peintres poétiques ». Durant ce même Salon, une caricature affuble une toile de Gudin de la légende suivante : « Les pigeons de Gudin étaient des galiotes. Mais le petit Gudin en a fait des cocottes. »

## Élèves
- Paul Clays (1819-1900), artiste belge.
- Henriette Gudin (1825-1892), sa fille, de sa première épouse Adèle Bouillie (1799-1831).
- Jules Guédy
- Auguste Jugelet
- Louis Laurent-Atthalin, avec qui il entretenait une correspondance sur l'abstraction de la nature étrange et symbolique[19].
- Adrien Lainé
- Vilhelm Melbye
- Marie-Constance-Albertine Moisson de Vaux, baronne de Montaran, peintre et poète, l'une de ses dernières maîtresses[20].
- Léon Morel-Fatio
- Édouard Pinel (d), d'octobre 1833 à janvier 1834, puis de 1844 à 1845[21].
- Frederick Rondel
- Théodore Roussel
- Eugène Sue
- Léon Trémisot

## Œuvres

### Peintures
- Bordeaux, musée des Beaux-Arts : Trait de dévouement du capitaine Desse, de Bordeaux, envers le Colombus, navire hollandais, 1829[22].
- Cahors, musée de Cahors Henri-Martin : Marine par temps d'orage, 1837.
- Dijon, musée Magnin :
  - Entrée du port du Havre ;
  - Plage à marée basse.
- Orléans, musée des Beaux-Arts: 
  - Marine, soleil levant, 1850, huile sur toile, 38 x 46,5 cm (disparu en juin 1940)[23].
  - Bateau à vapeur dans la tempête, vers 1840, pastel sur papier tendu sur carton, 32,7 x 49,4 cm[24].
- Paris, musée national de la Marine :
  - Incendie du Kent, 1825 ou Naufrage du Kent (Loss of East Indiaman Kent), (1828) ;
  - Visite de Napoléon III à Gênes, 1859, (1865) ;
  - Combat d'Ouessant, 1778 .
- Quimper, musée des Beaux-Arts :
  - Tempête sur les côtes de Belle-Ile, 1851[25] ;
  - Le Port de Camaret.

Œuvres de Théodore Gudin
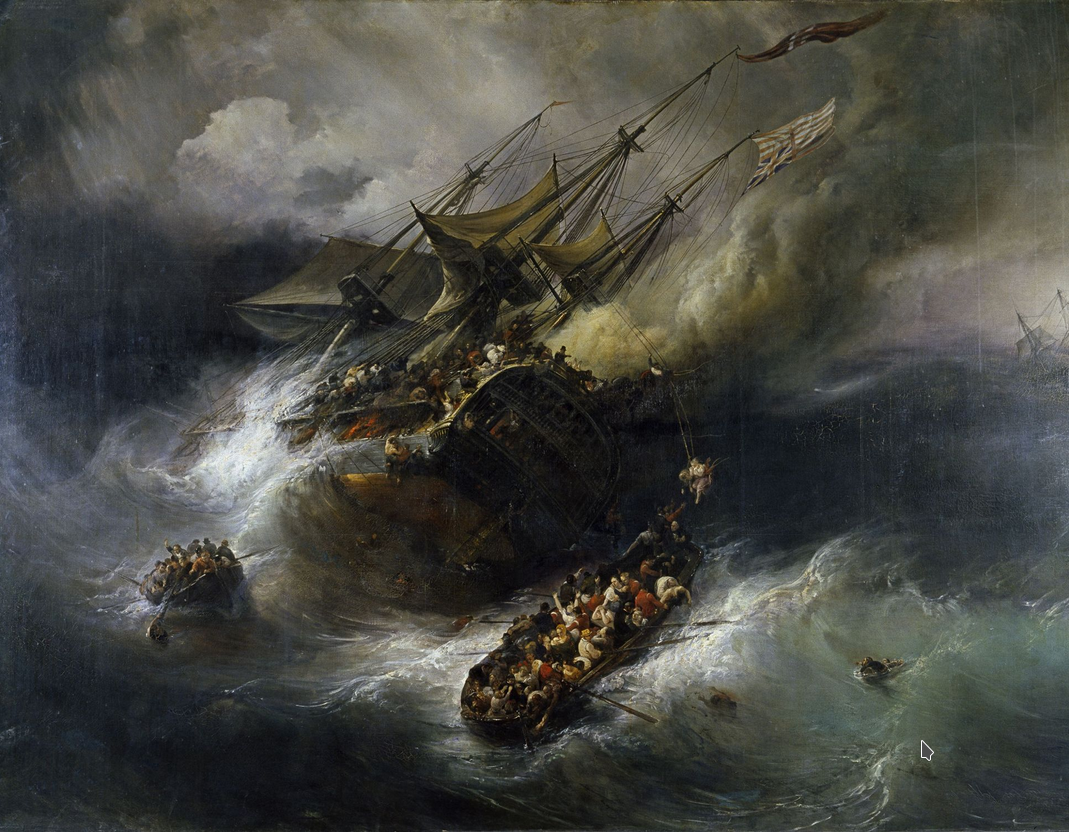
Incendie du Kent, 1825, (1828), Paris, musée national de la Marine.
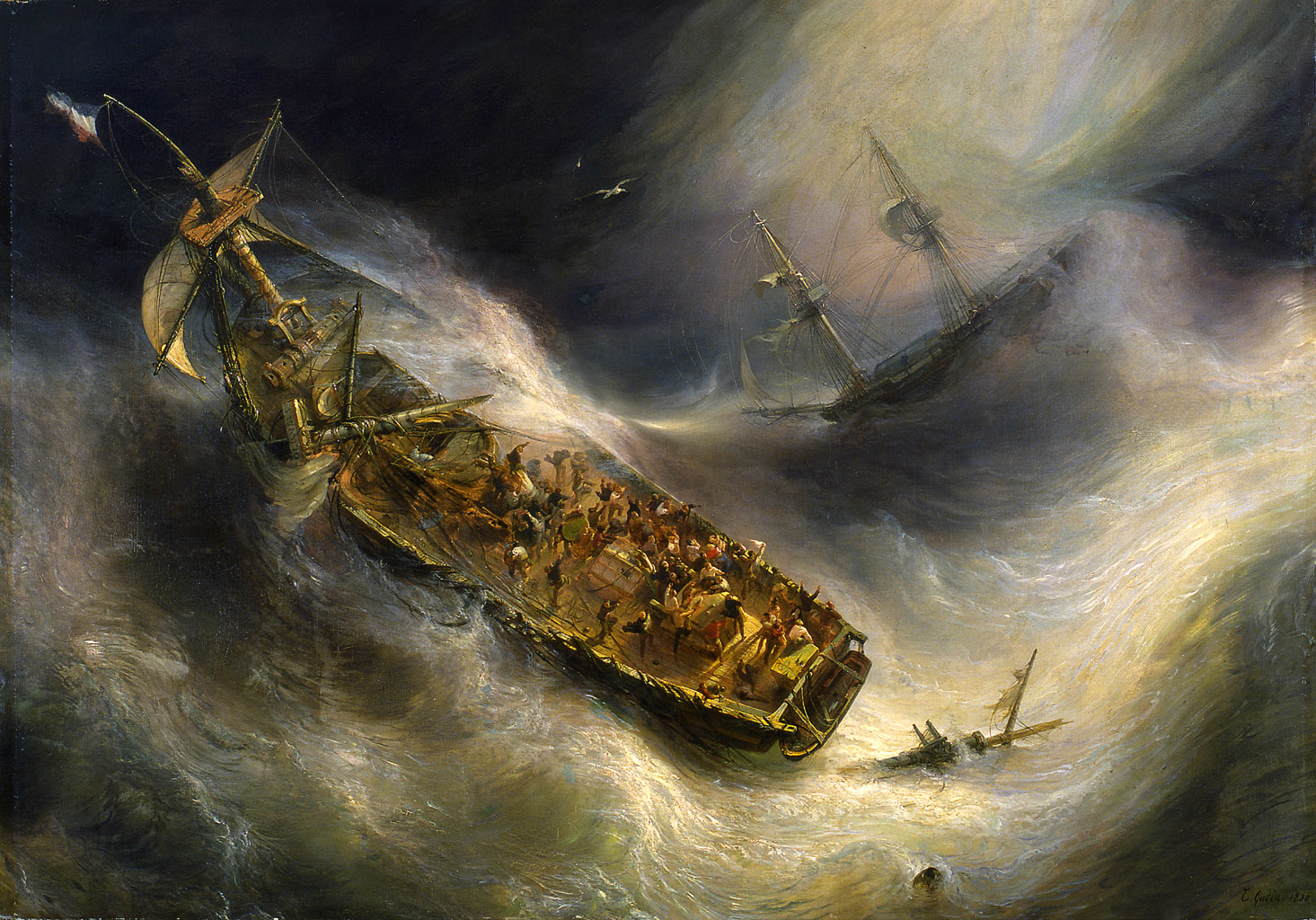
Trait de dévouement du capitaine Desse, de Bordeaux, envers le Colombus, navire hollandais (1829), musée des Beaux-Arts de Bordeaux.
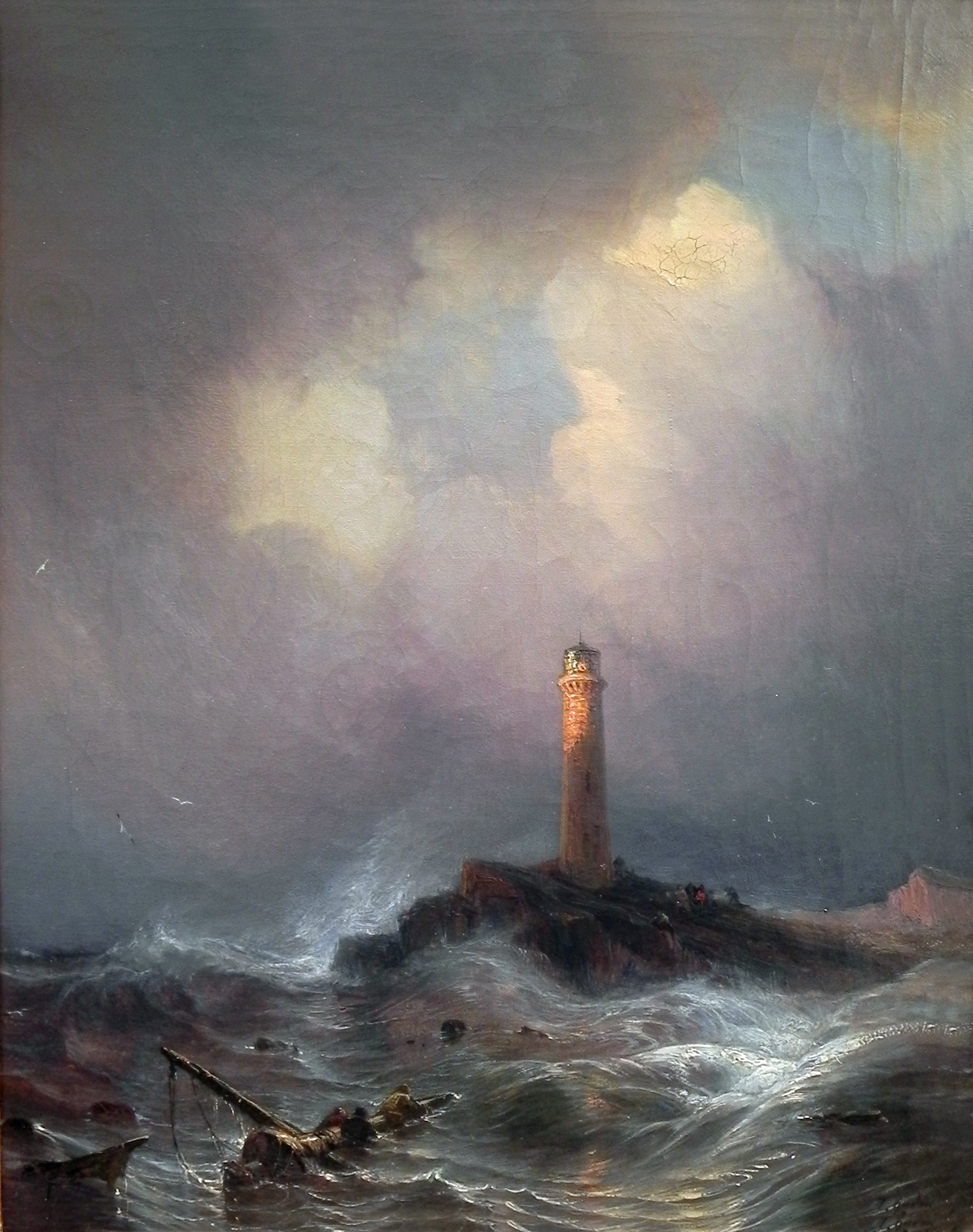
Phare des côtes bretonnes (1845), Berlin, Alte Nationalgalerie.
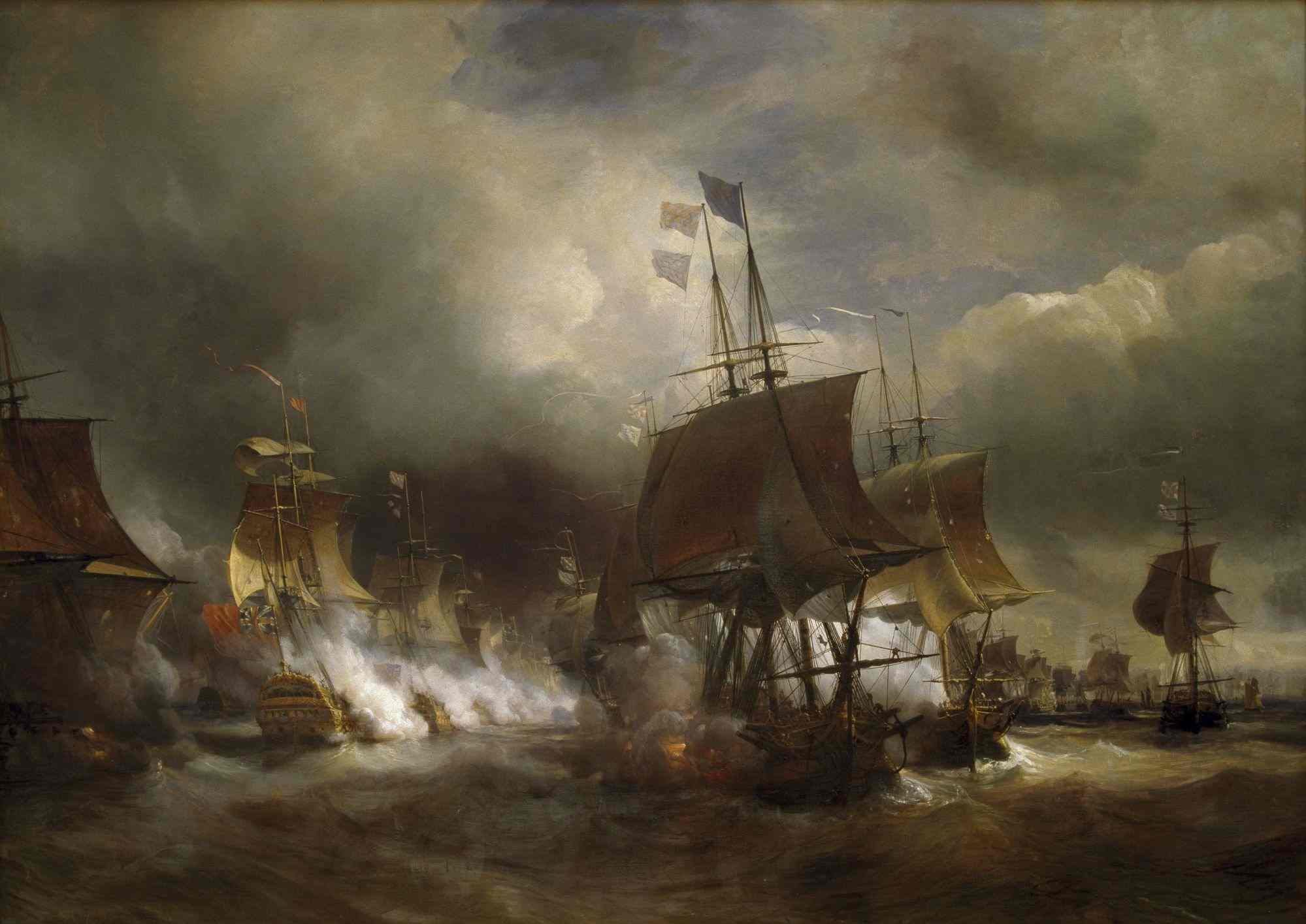
Combat d'Ouessant, 1778, Paris, musée national de la Marine.
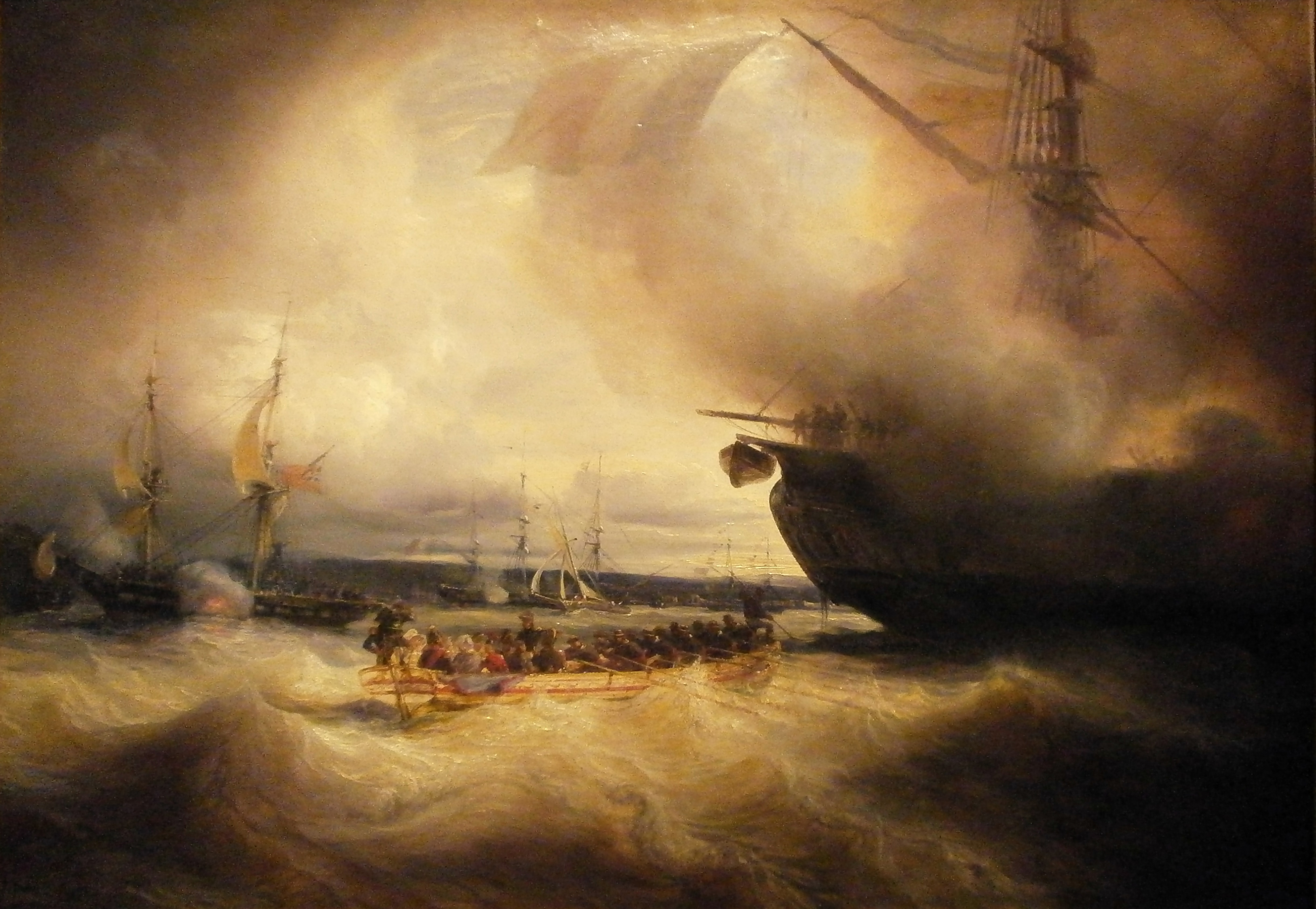
Louis-Philippe et sa famille dans la rade de Cherbourg, le 3 septembre 1833, Versailles, musée de l'Histoire de France.
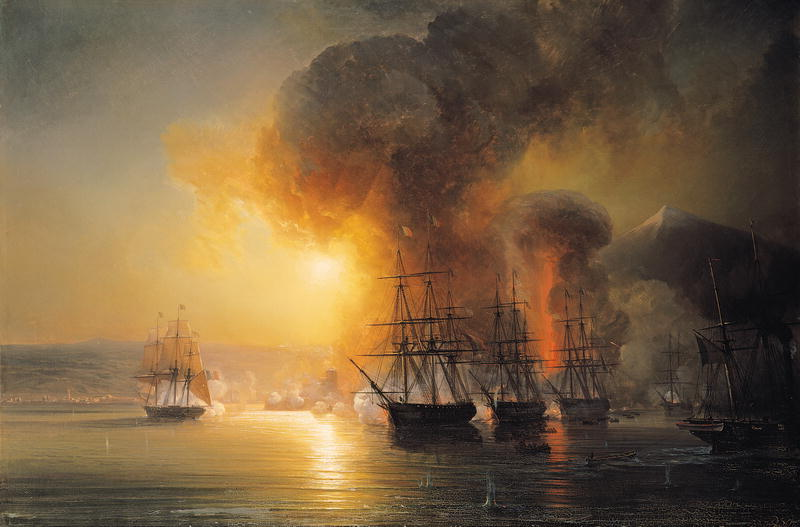
Prise du fort de Saint Jean d'Ulloa (Mexique) (1839), Versailles, musée de l'Histoire de France.

### Publications
- Edmond Béraud (éd.), Souvenirs du baron Gudin, peintre de la marine (1820-1870), Paris, Plon-Nourrit, 1921, 243 p., in-16 (lire en ligne sur Gallica).

## Distinctions
- Chevalier de l'ordre de Léopold (1833)[26].
- Commandeur de la Légion d'honneur (1857)